# Constantin Canaris
Karl Constantin Richard Canaris, of Constantin Canaris  (Duisburg, 8 november 1906 – Friedrichshafen, 29 december 1983) was een Duits jurist, Gestapo-ambtenaar en SS-officier.

## Levensloop
Constantin Canaris was een neef van admiraal Wilhelm Canaris. Hij promoveerde in 1932 aan de Universiteit van Keulen tot doctor in de rechten met een proefschrift getiteld Der Elektrizitätslieferungsvertrag.
Hij werd lid van de NSDAP (nummer 1.032.858) en van de SS (SS-nummer 280.262), waar hij in 1942 bevorderd werd tot SS-Standartenführer (kolonel).
Na te zijn geslaagd in een examen, werkte hij vanaf 1935 bij de Geheime Staatspolizei in Keulen (1935), Liegnitz (1936-38) Koblenz (1939) en Dortmund (1940). Na mei 1940 werd hij bureauchef van de Sipo-SD in Den Bosch en zelfs gedurende enkele weken adjunct-bevelhebber voor de Sipo-SD in heel Nederland.
Van november 1940 tot 26 november 1941 was Canaris commissaris van de Sicherheitspolizei (Sipo-SD) in Brussel en was in die hoedanigheid verantwoordelijk voor de opnamen in het concentratiekamp Breendonk.
Van november 1941 tot februari 1944 was hij inspecteur van de veiligheidspolitie en de SD in Königsberg en tevens hoofd van de staatspolitie in Königsberg. In deze hoedanigheid had hij ook de leiding over het concentratiekamp Soldau, waar duizenden gevangenen omkwamen.
Tegen zijn zin werd hij weer naar Brussel overgeplaatst, waar hij van 1 februari tot 15 september 1944 opnieuw de leiding had over de veiligheidspolitie en de SD. Hij werd beschouwd als een goede kenner van de plaatselijke toestand en als iemand die mee de inspanningen van Heinrich Himmler zou kunnen ondersteunen voor het installeren van een door de SS beheerste Zivilverwaltung.
In september 1944, na het vertrek van de Duitsers uit België, werd hij naar Berlijn geroepen en door een militaire rechtbank beschuldigd dat hij, zoals zijn oom, tegen Hitler had gecomplotteerd. De bewijzen waren onvoldoende, maar hij werd niettemin overgeplaatst naar de gevaarlijke oorlogszone in Kroatië.

## Eerste vervolging en veroordeling
Na de oorlog zat Canaris in geallieerde interneringskampen en werd vaak ondervraagd. Hij werd aan België uitgeleverd en beschuldigd van ontvoeringen, gijzelingsmoorden en mishandeling van gevangenen in het kamp Breendonk. Canaris pleitte schuldig te hebben gehandeld onder bevel en te zijn misleid door de kampleiding over de ware toedracht in Breendonk. Hij werd in augustus 1951 veroordeeld tot twintig jaar gevangenisstraf. 
Begin 1952 kwam hij vrij. De Belgische verzetsvrouw Hélène Jeanty had uitvoerig met de gevangene gesproken en aan de Belgische overheid deelde ze mee dat hij, naar haar mening, een nieuw leven was begonnen. In haar memoires suggereerde ze dat zijn vroege vrijlating aan haar tussenkomst te wijten was. Wel moet gezegd dat Canaris, met de voorhechtenis meegerekend, een derde van zijn straf had uitgezeten en zich op de Wet-Lejeune kon beroepen.

## Tweede vervolging in Duitsland
Canaris keerde naar Duitsland terug en vond werk bij Henkel-Werke in Düsseldorf, waar hij een nieuwe carrière uitbouwde. 
Ondertussen was het tij in Duitsland gekeerd. Sinds de jaren zestig werden door het Bureau van de Rijksjustitie voor het onderzoek naar nationaalsocialistische misdaden veel "vergeten" zaken weer hernomen. Een ervan was, onder impuls onder meer van Serge Klarsfeld, de vervolging van de Joden in België. De resultaten van het onderzoek werden overgemaakt aan het Openbaar Ministerie van Kiel, die het verderzette. 
In februari 1975 werd een aanklacht ingediend tegen Constantin Canaris, Ernst Ehlers en Kurt Asche. De beklaagden dienden een klacht in bij het Grondwettelijk Hof, inhoudende dat hun grondrechten waren geschonden, maar dit werd verworpen. Op 26 november 1980 begon het proces voor de arrondissementsrechtbank van Kiel. Ehlers pleegde kort voordien zelfmoord en Canaris werd vanwege zijn gezondheidstoestand niet opgeroepen. Alleen Asche werd veroordeeld tot zeven jaar gevangenisstraf wegens medeplichtigheid aan moord, een straf die hij gedeeltelijk uitzat.

## Familie
Canaris was gehuwd met Ilse Krenzer (1909-2003). Onder hun kinderen waren er als zonen 
- Claus-Wilhelm Canaris (1937-2021), die jurist werd en hoogleraar aan de universiteit van München en verschillende andere universiteiten. Hij werd vaak met eredoctoraten geëerd.
- Volker Canaris (1942-2012), dramaturg en filmproducent onder meer van Aus einem deutschen Leben (Uit een Duits leven), een film gebaseerd op het leven van Rudolf Höß, het hoofd van het concentratiekamp Auschwitz.

## Voetnoten
1. ↑   Overlijdensregister Friedrichshafen Nr. 578/1983.
2. ↑  Christian Tilitzki: Alltag in Ostpreußen 1940–1945. Die geheimen Lageberichte der Königsberger Justiz. Sonderausgabe. Flechsig, Würzburg 2003, ISBN 3-88189-481-0, S. 56